# سنا مادوریرا
سنا مادوریرا (به پرتغالی: Sena Madureira) یکی از شهرستان های برزیل است که در اکری واقع شده‌است.

## خصوصیات
سنا مادوریرا ۲۵٬۲۷۸ کیلومترمربع مساحت و ۳۴٬۲۳۰ نفر جمعیت دارد.